# Спикс, Иоганн Баптист фон
Иоганн Баптист фон Спикс (нем. Johann Baptist Ritter von Spix ; 9 февраля 1781, Хёхштадт-на-Айше — 13 мая 1826, Мюнхен) — немецкий естествоиспытатель.

## Биография
Спикс родился в Хёхштадте на Айше седьмым из 11 детей. С 2004 года в его родном доме размещён маленький музей. О его детстве известно мало. Он изучал философию в Бамберге и получил учёную степень. В Вюрцбурге он изучал теологию,  однако под влиянием Фридриха Шеллинга бросил учёбу и занялся изучением медицины и естественных наук. Он получил второй раз учёную степень. Во время перехода он работал врачом в Бамберге.
Спикс был приглашён в Мюнхен, вероятно при содействии Шеллинга, который в то время при графе Монтгеле реформировал Баварскую академию в Мюнхене. Король Баварии Максимилиан I предоставил ему стипендию, чтобы он в Париже изучил современные методы зоологии. Спикс воспользовался случаем, совершить морские биологические экскурсии и первые научные исследования.
В 1810 году Спикс был приглашён в качестве адъюнкта, а в 1811 году в качестве хранителя отныне самостоятельной зоологической коллекции в Мюнхене, получив задание упорядочить её по-новому согласно научным точкам зрения и расширить. Государственная Зоологическая коллекция Мюнхена вернулась к своему назначению. Появившееся в 1811 году обширное произведение об истории и основах зоологической систематики принесло ему всеобщее научное признание. В 1813 году он назначен членом Баварской Академии Наук.
Иоганн Баптист Риттер фон Спикс присоединился в 1817 году к австрийской экспедиции в Бразилию, путешествуя с молодым ботаником Карлом Фридрихом Филиппом фон Марциусом только до 1820 года от Рио-де-Жанейро по материковой части Бразилии до Гояса и Сан-Франсиску. Между 1819 и 1820 годом Спикс и Марциус прошли также Амазонку. Частично они расстались, чтобы как можно больше узнать о стране.
После своего возвращения Спикс написал произведение «Путешествие в Бразилию», которое продолжил Марциус и которое затем между 1823 и 1831 годом вышло в свет в 3 томах.
Из этой экспедиции Спикс и Марциус привезли в Германию коллекцию из 6500 растений, 2700 насекомых, 85 млекопитающих, 350 птиц, 150 амфибий и 116 рыб. Они составляют важную основу сегодняшней Государственной зоологической коллекции Мюнхена. Многочисленные этнографические экземпляры коллекции (танцевальные маски и тому подобное) находятся в музее этнографии в Мюнхене.
По причине своей ранней смерти в 1826 году Спикс не смог закончить научную обработку большей части своего материала. Так, например, Луис Агассис продолжил начатую Спиксом классификацию найденных им пресноводных рыб Бразилии и нашёл таким образом одну из своих самых важных исследуемых областей, ихтиологию. Насекомых обрабатывал Максимилиан Перти. Иоганн Георг Ваглер, ассистент Спикса, описал в своём произведении «Monographia Psittacorum» голубого ара и назвал вид в честь своего покойного учителя.
С 1981 года медаль имени Риттера фон Спикса вручается особенно заслуженным покровителям и меценатам Государственной зоологической коллекции Мюнхена, а также за достижения в теоретической таксономии, филогении и в области исследования эволюции.

## Важнейшие публикации Спикса
- 1811: Geschichte und Beurtheilung aller Systeme in der Zoologie nach ihrer Entwicklungsfolge von Aristoteles bis auf die gegenwärtige Zeit. - Nürnberg, Schrag'sche Buchhandlung I-XIV;710pp.
- 1814: Abhandlung über die Affen der alten und der neuen Welt im Allgemeinen, insbesondere über den schwarzen Heulaffen (Simia Belzebul Linné) und über den Moloch (Simia Moloch Hofmannsegg) nebst den Abbildungen der beiden Letzten (Tab. XVII, XVIII), und einem Verzeichnis aller bis jetzt bekannten Affenarten. - Denkschr. d. Kgl. Akad. d. Wiss. München: 321-342, 2 Taf.
- 1815: Cephalogenesis sive Capitis Ossei Structura, Formatio et Significatio per omnes Animalium Classes, Familias, Genera ac Aetates digesta, atque Tabulis illustrata, Legesque simul Psychologiae, Cranioscopiae ac Physiognomiae inde derivatae. -Typis Francisci Seraphici Hübschmanni, Monachii: 11 u. 72pp; 9 Taf.
- Spix & Wagler 1824: Serpentum Brasiliensium Species novae ou Histoire Naturelle des especes nouvelles de Serpens, Recueillies et observées pendent le voyage dans l'interieur du Brésil dans les Années 1817, 1818, 1819, 1820 ... publiée par Jean de Spix, ... écrite dàprès les notes du Voyageur par Jean Wagler - Typis Franc. Seraph. Hübschmanni, Monachii: 1-75, 26 Taf. - reprinted 1981 Soc. for the Study of Amphibians and Reptiles, Oxford; with an introduction by P. E. Vanzolini
- Spix & Martius 1823-1831: Reise in Brasilien auf Befehl Sr. Majestät Maximilian Joseph I. König von Baiern in den Jahren 1817-1820 gemacht und beschrieben. 3 Bde und 1 Atlas - Verlag M. Lindauer, München. 1388pp. (Bd. II und III bearb. und hrsg. von C.F.Ph. v. Martius) - Neudruck, 1967, F. A. Brockhaus Komm. Ges. Abt. Antiquarium, Stuttgart.